# 2022년 전주국제영화제
제23회 전주국제영화제는 2022년 4월에 개최된 영화제이다.

## 수상 및 후보

### 국제경쟁 - 대상
- 고독의 지리학 - 재클린 밀스 수상

### 국제경쟁 - 작품상
- 시계공장의 아나키스트 - 시릴 쇼이블린 수상

### 국제경쟁 - 심사위원특별상
- 도쿄의 쿠르드족 - 후미아리 휴가 수상
- 스파이의 침묵 - 아나이스 타라세나 수상

### 한국경쟁 - 대상
- 정순 - 정지혜 수상

### 한국경쟁 - 배우상
- 사랑의 고고학 - 옥자연 수상
- 윤시내가 사라졌다 - 오민애 수상

### 한국경쟁 - 심사위원 특별언급
- 사랑의 고고학 - 이완민 수상

### 한국단편경쟁 - 대상
- 유빈과 건 - 강지효 수상

### 한국단편경쟁 - 감독상
- 트랜짓 - 문혜인 수상

### 한국단편경쟁 - 심사위원특별상
- 분더카머 10.0 - 기예림 외 2명 수상

### CGV아트하우스 - 배급지원상
- 경아의 딸 - 김정은 수상

### CGV아트하우스 - 창작지원상
- 비밀의 언덕 - 이지은 수상
- 왓챠가 주목한 장편
- 경아의 딸 - 김정은 수상
- 왓챠가 주목한 단편
- 트레이드 - 김민주 수상
- 겹겹이 여름 - 백시원 수상
- 새벽 두시에 불을 붙여 - 유종석 수상
- 29번째 호흡 - 국중이 수상
- 그렇고 그런 사이 - 김인혜 수상

### 넷팩(아시아영화진흥기구)상
- UFO를 찾아서 - 쿵다산 수상

### 다큐멘터리상(진모터스 후원)
- 2차 송환 - 김동원 수상

### J 비전상
- 문제없어요♪ - 고경수 수상

### 국제경쟁
- 요즘 사람들 - 킷 자우하
- 청춘을 위한 앨범 - 말레나 솔라즈
- 알레프 - 이바 라디보예빅
- 고독의 지리학 - 재클린 밀스
- 아슬란을 찾아서 - 앤더스 엠블럼
- 메두사 - 아니타 호샤 다 실베이라
- 레이와 디오 - 잔카이디
- 스파이의 침묵 - 아나이스 타라세나
- 도쿄의 쿠르드족 - 후미아리 휴가
- 시계공장의 아나키스트 - 시릴 쇼이블린

### 한국경쟁
- 경아의 딸 - 김정은
- 내가 누워있을 때 - 최정문
- 비밀의 언덕 - 이지은
- 사랑의 고고학 - 이완민
- 윤시내가 사라졌다 - 김진화
- 잠자리 구하기 - 홍다예
- 정순 - 정지혜
- 파로호 - 임상수
- 폭로 - 홍용호

### 한국단편경쟁
- 어떤 곳을 중심으로 하여 가까운 곳 - 장윤미
- 주인들 - 조희영
- 힘찬이는 자라서 - 김은희
- 트레이드 - 김민주
- 한낮의 침입자 - 김진형
- 그렇고 그런 사이 - 김인혜
- 겹겹이 여름 - 백시원
- 소문의 진원지 - 함희윤
- 차가운 새들의 세계 - 강예은
- 머드피쉬 - 이다현
- 접몽 - 유진목
- 29번째 호흡 - 국중이
- 분더카머 10.0 - 기예림 외 2명
- 유빈과 건 - 강지효
- 심장의 벌레 - 한원영
- 낙마주의 - 최지훈 외 1명
- 버킷 - 김보영
- 야행성 - 박지수
- 오 즐거운 나의 집 - 이해지
- 현수막 - 윤혜성
- 새벽 두시에 불을 붙여 - 유종석
- 문제없어요♪ - 고경수
- 아빠는 외계인 - 박주희
- 소진된 인간 - 김진수
- 트랜짓 - 문혜인

### 전주 시네마 프로젝트
- 시간을 꿈꾸는 소녀 - 박혁지
- 프터워터 - 데인 콤리엔
- 입 속의 꽃잎 - 에리크 보들레르
- 세탐정 - 알란 마르틴 세갈

### 프론트라인
- 전장의 A.I. - 플로랑 마르시
- 내 동생에 관한 모든 것 - 왕충
- 지옥의 드라이버 - 다니엘 카르젠티 외 1명
- 불타는 마른 땅 - 조안나 피멘타 외 1명
- 천안문의 망명자들 - 벤 클라인 외 1명

### 마스터즈
- 2차 송환 - 김동원
- 바비 야르 협곡 - 세르히 로즈니차
- 베네딕션 - 테렌스 데이비스
- 코마 - 베르트랑 보넬로
- 하의 이야기 - 라브 디아스
- 내림 마장조 삼중주 - 히타 아제베두 고메스
- 미스터 란즈베르기스 - 세르히 로즈니차
- 대자연 - 아르타바즈드 펠레시안
- 미국 - 제임스 베닝
- 2 파솔리니 - 안드레이 우지커
- 풍자만화 - 라두 주데
- 동부 전선의 기억 - 라두 주데 외 1명
- 플라스틱의 기호학 - 라두 주데
- 북부 터미널 - 루크레시아 마르텔
- 달과 나무 - 차이밍량
- 홍콩의 밤 - 차이밍량
- 월드시네마
- 골목길에서 - 바셀 간두르
- 대결! 애니메이션 - 요시노 코헤이
- 아르튀르 람보 - 로랑 캉테
- 바바리안 인베이젼 - 천추이메이
- 새벽과 새벽 사이 - 셀만 나자르
- 세자리아 에보라, 삶을 노래하다 - 아나 소피아 폰세카
- 탱고가수 코르시니 - 마리아노 지나스
- 코스타 브라바, 레바논 - 무니아 알
- 네 개의 여행 - 루이스 핫핫핫
- 길 위의 가족 - 파나 파나히
- 레오노르는 죽지 않는다 - 마르티카 라미레스 에스코바르
- 아침을 기다리며 - 에란 콜리린
- 리스닝 투 케니 지 - 페니 레인
- 중세 시대의 삶 - 알레호 모귈란스키 외 1명
- 더 노비스 - 로런 해더웨이
- 크레이지 컴페티션 - 마리아노 콘 외 1명
- 오스카 피터슨: 블랙 + 화이트 - 배리 에이브리치
- 플레이그라운드 - 로라 완델
- 킹크랩의 전설 - 알레시오 리고 드 리히 외 1명
- 버진 블루 - 뉴샤오위
- 유랑의 달 - 이상일
- 태풍주의보 - 카를로 프란시스코 Y. 마나타드
- 끝없는 폭풍의 해 - 자파르 파나히 외 6명

### 오마주
- 신수원
- 여자만세 - 신수원
- 여판사 - 홍은원
- 레인보우 - 신수원
- 그대라는기억 - 심미희
- 그대 어이가리 - 이창열
- 나는 마을 방과후 교사입니다. - 박홍열 외 1명
- 나의 사람아 - 김경형 외 3명
- 룸 쉐어링 - 이순성
- 말이야 바른 말이지 - 김소형 외 5명
- 섬.망(望) - 박순리
- 안녕하세요 - 차봉주
- 여섯 개의 밤 - 최창환
- 초선 - 전후석
- 몽키숄더 - 황태성
- 좋은 친구들 - 여균동
- 한밤중 은하수 푸른빛 - 신기헌
- 매일의 기도 - 김규민
- 몬티 쥬베이의 삶과 죽음 - 김정민
- Mercy Killing - 김은성
- 동창회 - 김고은
- 유실 - 윤효진
- 선산 - 정형석
- METAMODERNITY - 에릭오
- 꼬마이모 - 안선유
- 마음에 들다 - 강지이
- 아침의 빛 - 정인
- 평양랭면 - 윤주훈

### 시네마천국
- 보일링 포인트 - 필립 바랜티니
- 파리의 책방 - 세르지오 카스텔리토
- 자본주의를 향해 달린 자동차 - 보리스 미시르코프 외 1명
- UFO를 찾아서 - 쿵다산
- 주니퍼 - 매튜 세빌
- 마지막 여행 - 길리스 매키넌
- 라멘 피버 - 마사토 코바야시
- 달개비의 계절 - 히라야마 히데유키
- 깐부 - 프라순 차터지

### 불면의 밤
- 굿 마담 - 제나 카토 바스
- 부화 - 한나 베리홀름
- 이노센트(영어판) - 에실 보그트
- 하나 그리고 넷 - 지크메 트린리
- 피기 - 카를로타 페레다
- 마녀들의 땅 - 샤를로트 콜베르

### 영화보다 낯선
- 우회로 - 에카테리나 셀렌키나
- 위대한 움직임 - 키로 루쏘
- 식물수집가 - 레안드루 리스토르티
- 보이지 않는 산 - 벤 러셀
- 혁명을 말하자 - 니콜라 클로츠 외 1명
- 맑은 밤 - 아이제이아 머디나
- 핵-가족 - 에린 윌커슨 외 1명
- 붉은 별 - 소피아 보르데나베
- 죽음을 운반하는 자들 - 엘레나 히론 외 1명
- 세이렌의 토폴로지 - 조너선 데이비스
- 알프스의 디른들 - 빌비르크 브라이닌 도넨베르크
- 친애하는 샹탈에게 - 니콜라스 페레다
- 나를 박제해줘 - 마리 로지에
- 뼈 - 크리스토발 레온 외 1명
- 빛의 함정 - 파블로 마린
- 피는 하얗다 - 오스카 빈센텔리
- 거짓을 위해 보낸 - 마이어 나버스
- 고도 상태 - 이자벨 프림
- 태양의 정원 - 제시카 사라 린랜드
- 당신의 세계를 생각하다 - 커트 워커
- D의 다두증 - 마이클 A. 로빈슨
- 데블스피크 - 사이먼 류
- 실라바리오 - 마린 드 콩트
- 시코락스 - 로이스 파티노 외 1명
- 별을 심는 자들 - 로이스 파티노
- 영화보다 낯선 플러스
- Timeline for ending 애도일기x해저2만리 - 고등어
- 공동 고백 - 고등어
- 저장된 실제 - 황수현
- 블라인드 필름 - 오재형
- 보이지 않는 도시들 - 오재형
- 노인은 사자 꿈을 꾸고 있었다 1 - 무진형제
- 풍경(風經) - 무진형제
- 탱크 - 김희천
- 파란 나라 - 김영글
- 해마 찾기 - 김영글
- 마후라 - 송주원
- 나는 사자다 - 송주원
- 풍정.각(風精.刻) 푸른고개가 있는 동네 - 송주원

### 특별전: 이창동 보이지 않는 것의 진실
- 초록물고기 - 이창동
- 박하사탕 - 이창동
- 오아시스 - 이창동
- 밀양 - 이창동
- 시 - 이창동
- 버닝 - 이창동
- 심장소리 - 이창동
- 이창동: 아이러니의 예술 - 알랭 마자르

### 특별전: 충무로 전설의 명가 태흥영화사
- 장남 - 이두용
- 기쁜 우리 젊은 날 - 배창호
- 개그맨 - 이명세
- 경마장 가는 길 - 장선우
- 장미빛 인생 - 김홍준
- 금홍아 금홍아 - 김유진
- 세기말 - 송능한
- 취화선 - 임권택

### 특별상영
- 아기공룡 둘리 - 얼음별 대모험 - 김수정 외 1명
- 강아지와 함께한 날들 - 아다 프론티니
- 스톱-젬리아 - 카테리나 고르노스타이
- 그대가 조국 - 이승준
- J 스페셜: 올해의 프로그래머
- 돼지의 왕 - 연상호
- 부산행 - 연상호
- 블루 벨벳 - 데이비드 린치
- 큐어 - 구로사와 기요시
- 실종 - 가타야마 신조
- 시네필전주
- 사랑의 섬 - 파울루 호샤
- 파울루 호샤에 대하여 - 사무엘 바르보자
- 은빛 지구 - 안제이 주와프스키
- 은빛 지구로의 탈출 - 쿠바 미쿠르다
- 세뇌된 시선 - 니나 멩키스
- 영화관을 말하다 - 알리스 아그네스키르히너
- 리어 왕 - 장 뤽 고다르
- 어떤 방법으로 - 사라 고메즈
- 맘마 로마 - 피에르 파올로 파졸리니
- 테이킹 - 알렉상드르 오 필립